# لين كولين
لين كولين (بالإنجليزية: Lynn Cullen)‏ هي مقدمة برامج إذاعية أمريكية، ولدت في 1948.